# Ichihara
Ichihara (市原市, Ichihara-shi) är en stad i den japanska prefekturen Chiba på den östra delen av ön Honshu. Den har cirka 280 000 invånare. Staden är belägen vid Tokyobukten, och ingår i Tokyos storstadsområde. Ichihara fick stadsrättigheter 1 maj 1963.

## Sport
JEF United Ichihara Chiba från Ichihara spelar i J. League i fotboll.

## Källor

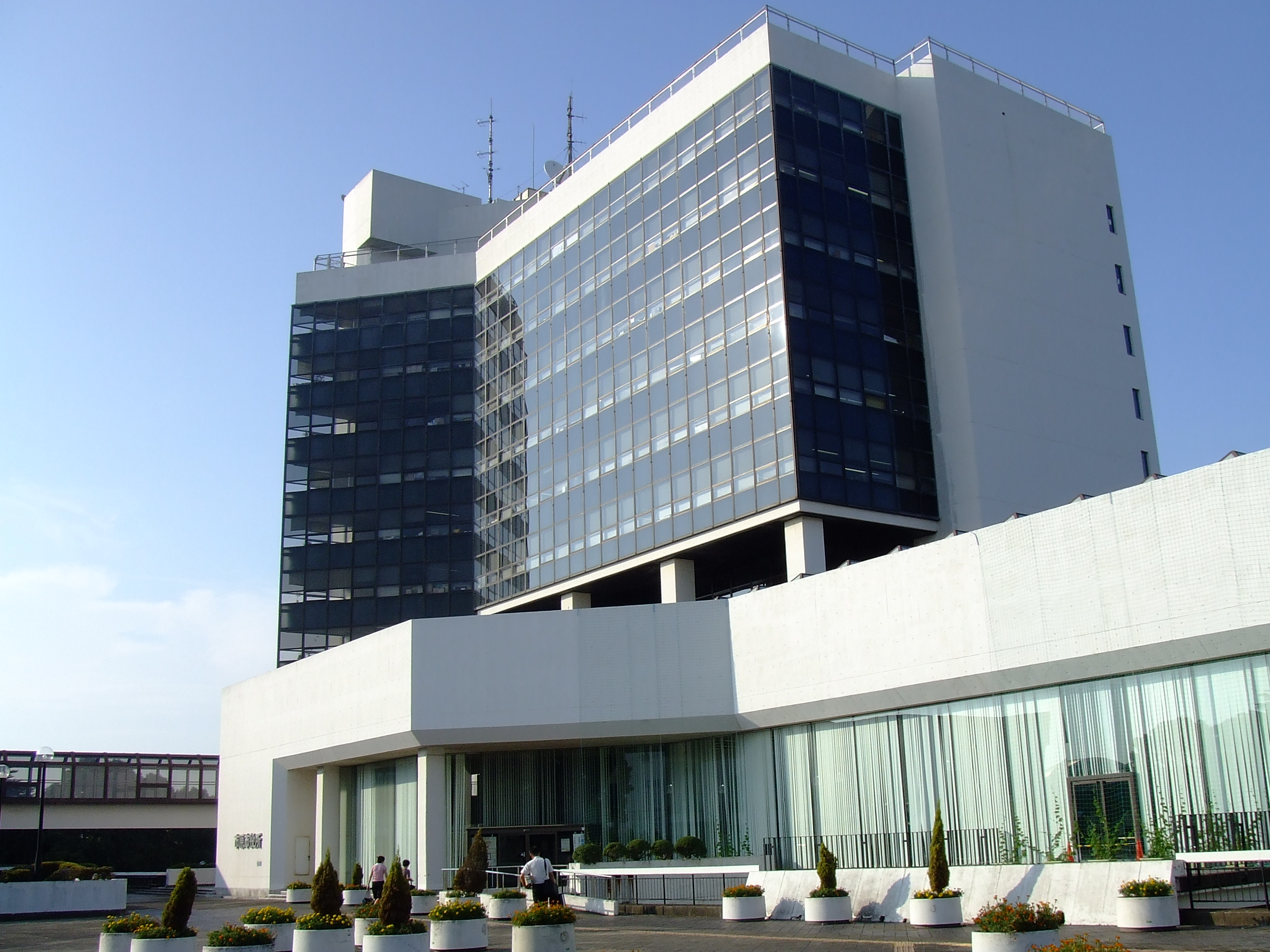
Stadshuset i Ichihara